# Abonutico
Abonutico (in greco antico: Ἀβώνου τείχος?, Abónou téichos) o Ionopoli (in greco antico: Ἰωνόπολις?, Iōnópolis) è un'antica città della Paflagonia, in Asia Minore, corrispondente alla moderna İnebolu turca.
Abonutico fu fondata da coloni di Sinope, a sua volta colonia di Mileto.
Nel II secolo vi visse Alessandro di Abonutico, fondatore del culto di Glicone, del quale Luciano fece un ritratto nella sua opera Alessandro o il falso profeta. Secondo Luciano, Alessandro chiese all'imperatore (probabilmente Antonino Pio) di cambiare il nome della città da Abonutico a Ionopoli; che l'imperatore abbia accondisceso o meno, è un dato di fatto che successivamente la città fu nota come Ionopoli. Non solo questo nome ricorre in Marciano di Eraclea e nel Synecdemus, ma monete di Antonino e Lucio Vero riportano la legenda Ionopoliton (Ἰωνοπολιτῶν) insieme a quella Abonoteichiton (Ἀβωνοτειχιτῶν). Alessandro vi fece erigere un importante tempio al dio Apollo, che divenne centro di un vasto culto.
La moderna İnebolu deve il suo nome ad una corruzione del nome Ionopoli.
Fu sede titolare, suffraganea di Gangra; sono noti otto vescovi tra il 325 e l'878, e la sede è ancora citata nella Notitiae Episcopatuum. Dopo la riforma tetrarchica delle province romane, fu inclusa nella provincia di Paflagonia, nella diocesi del Ponto.